# 近村望實
近村望實（日语：近村 望実，3月10日—），日本女性配音員。出身於茨城縣。

## 人物簡介
ARTSVISION所屬，日本播音演技研究所出身。擅長方言為茨城方言。
興趣為電影鑑賞、散步。特長有麝香葡萄的種類區別、作和菓子、按摩。

## 演出作品

### 電視動畫
2010年
- Angel Beats！ANOTHER EPIROGUE（NPC女子D）
- 只有神知道的世界（寺田京、女學生、女子、圖書委員、SD）

2011年
- 只有神知道的世界II（女學生、惠、同窗生、寺田京）

2012年
- 翡翠森林狼與羊 ～秘密的朋友～（羅咪、雌狼B、松鼠2、鳥1）[2]
- IXION SAGA DT（工作人員A）
- 足球騎士（女子）
- 哆啦A夢 (水田山葵版)（女性）

2013年
- 只有神知道的世界 女神篇（寺田京[3]）
- THE UNLIMITED 兵部京介（小孩）
- 玉子市場（舞蹈社社員）
- 名偵探柯南（小孩）

### OVA
2011年
- 只有神知道的世界 4人與偶像（寺田京）

### 廣播劇CD
2010年
- 花嫁色的選擇（茉姬）

2011年
- 「月刊Asuka（あすか）」[4]

2012年
- 兄弟事情 2 人事情（和臣〈幼少時期〉）

2013年
- 輪轉惡魔☆（日语：わグルま!） 廣播劇CD Vol.1

2015年
- CLOCK ZERO ～最後一秒～（日语：CLOCK ZERO 〜終焉の一秒〜）（英圓〈幼少時期〉）

### 遊戲
2013年
- 歌之王子殿下 -Amazing Aria- （页面存档备份，存于）（PSP）[5]
- 輪轉惡魔☆（日语：わグルま!）（[6]）

2014年
- （～＊[7]）
- 我家公主最可愛（神樂公主·神條鶇）
- Majica★Majica（姬乃鶇[8]）

2015年
- 紅蓮之王Re:3（日语：LORD of VERMILION Re:3）
- 皇家同花順英雄（マリル）

2016年
- 為了誰的鍊金術師（艾爾莉克）
- Figureheads（萊蒂西亞[9]）

2017年
- 魔物娘☆後宮（凱莎琳）

### 書籍
- 《SEIGURA》2011年6月號
- 《SEIGURA》2012年2月號（第1付錄：聲優讀本2012）

### 外語配音
※作品依英文名稱及英文原名排序。

#### 電影
- 陽光姐妹淘（黃真熙〈朴真珠 飾演〉）

#### 電視影集
- 勝利之歌（Victorious）

#### 動畫
- Poli波力（Mini）
- 小公主蘇菲亞

### 其他
- 星之船 Argo（上映期間：2011年9月10日－2012年3月4日）（美帆[10]）
- USEN ！電影動畫情報（領航員）（10分鐘節目，每週一更新）

## 來源
1. 1 2 3 4 5  . ARTSVISION.   [2016-08-18]. （原始内容存档于2020-11-01） （日语）.
2. ↑  . 近村望實的官方個人部落格. 2012-04-02  [2016-08-18]. （原始内容存档于2016-03-05） （日语）.
3. ↑  . 若木民喜的官方個人部落格. 2013-05-24  [2016-08-18]. （原始内容存档于2020-10-24） （日语）.
4. ↑  . 近村望實的官方個人部落格. 2011-10-05  [2016-08-18]. （原始内容存档于2017-03-17） （日语）.
5. ↑  . 近村望實的官方個人部落格. 2011-04-30  [2016-08-18]. （原始内容存档于2016-03-04） （日语）.
6. ↑  . 近村望實的官方個人部落格. 2011-04-30  [2016-08-18]. （原始内容存档于2016-03-05） （日语）.
7. ↑  . .   [2016-08-18]. （原始内容存档于2014-03-05） （日语）.
8. ↑  . Social Game Info.   [2016-08-18]. （原始内容存档于2016-09-15） （日语）.
9. ↑  . Figureheads.   [2016-08-18]. （原始内容存档于2016-08-16） （日语）.
10. ↑  . 近村望實的官方個人部落格. 2011-09-13  [2016-08-18]. （原始内容存档于2016-03-05） （日语）.

## 外部連結
- ARTSVISION公式官網的聲優簡介 （页面存档备份，存于） （日語）
- （日語）－近村望實的官方個人部落格。